# Ralph Tyrrell Rockafellar
Ralph Tyrrell Rockafellar (né en 1935) est un des meilleurs spécialistes mondiaux en théorie de l'optimisation et champs liés en analyse et combinatoire. Il est professeur émérite aux départements de mathématiques et mathématiques appliquées de l'université de Washington, à Seattle.

## Récompenses
Rockafellar reçoit le prix de théorie John-von-Neumann de l'Institute for Operations Research and the Management Sciences (INFORMS) et il est lauréat de la Conférence von Neumann en 1992.
Rockafellar et son coauteur Roger Wets reçoivent le prix Frederick W. Lanchester 1997 de l'INFORMS.
En 2019 il reçoit le prix Harold-Larnder.

## Publications (sélection)

### Livres
- (en) R. Tyrrell Rockafellar, Convex Analysis, Princeton, Princeton University Press, coll. « Princeton Landmarks in Mathematics », 1997 (1re éd. 1970), xviii+451 (ISBN 0-691-01586-4, MR 1451876)
- (en) Conjugate Duality and Optimization, Lectures given at the Johns Hopkins University, Baltimore, june 1973, coll. « CBMS Regional Conference Series in Applied Mathematics » (no 16), SIAM, Philadelphie, 1974, vi+74 p.
- (en) The Theory of Subgradients and its Applications to Problems of Optimization. Convex and Nonconvex Functions, Heldermann Verlag (de), Berlin, 1981, vii+107 pp.  (ISBN 3-88538-201-6)
- (en) Network Flows and Monotropic Optimization, Wiley, 1984
- (en) avec Roger Wets, Variational Analysis, Berlin, Springer-Verlag, coll. « Grund. math. Wiss. » (no 317), 2005, 3e éd. (1re éd. 1996), xiv+733 (ISBN 978-3-540-62772-2, DOI 10.1007/978-3-642-02431-3, MR 1491362, lire en ligne)
- (en) avec Asen L. Dontchev, Implicit Functions and Solution Mappings: A View from Variational Analysis, coll. « Springer Monographs in Mathematics », Springer, Dordrecht, 2009, xii+375 p.  (ISBN 978-0-387-87820-1)

### Articles
- (en) « On the maximal monotonicity of subdifferential mappings », Pac. J. Math., vol. 33, 1970, p. 209-216
- (en) « The multiplier method of Hestenes and Powell applied to convex programming », J. Optimization Theory Appl., vol. 12, 1973, p. 555-562
- (en) « Augmented Lagrange multiplier functions and duality in nonconvex programming », SIAM J. Control, vol. 12, 1974, p. 268-285, [lire en ligne]
- (en) « Augmented Lagrangians and applications of the proximal point algorithm in convex programming », Math. Oper. Res., vol. 1, n° 2, 1976, p. 97-116
- (en) « Lagrange multipliers and optimality », SIAM Rev., vol. 35, n° 2, 1993, p. 183-238 (1992 John von Neumann Lecture)
- (en) R. T. Rockafellar, « The Elementary Vectors of a Subspace of {\displaystyle R^{N}} (1967) », dans R. C. Bose et T. A. Dowling, Combinatorial Mathematics and its Applications, Chapel Hill, UNC Press, coll. « UNC Monograph Series in Probability and Statistics » (no 4), 1969 (MR 278972, lire en ligne), p. 104-127
- (en) avec Roger Wets, « Scenarios and policy aggregation in optimization under uncertainty », Math. Oper. Res., vol. 16, n° 1, 1991, p. 119-147
- (en) « Monotone Processes of Convex and Concave Type », Memoirs of the American Mathematical Society, vol. 77, 1967, i+74 p.